# Shushica
Die Shushica [ʃuʃiʦa] (albanisch auch Shushicë [ʃuʃiʦə]) oder auch Lum/-i i Vlorës ist ein Fluss in Südalbanien. Sie entspringt im Hinterland der Albanischen Riviera und fließt 81,6 Kilometer nordwärts parallel zur Küste des Ionischen Meers und der Adria durch den Qark Vlora. Das Einzugsgebiet im Hinterland der albanischen Küste hat eine Fläche von 715 Quadratkilometern. Der ganze Fluss ist Teil des Nationalparks Vjosa.
Sie entwässert das Tal zwischen dem Ceraunischen Gebirge im Westen und der Griba im Osten. Die Quelle liegt abgeschieden in den Bergen des Kurvelesh. Der oberste Ort im Tal ist Kuç. 
Bedingt durch die geologischen Verhältnisse des Gebietes (Karstlandschaft) neigt der Fluss bereits im Oberlauf auf weiten Abschnitten zeitweise zu versickern. Das Hydronym Shushica stammt aus dem altslawischen сухъ/suhă beziehungsweise bulgarischen сух/suh („dürr, trocken“) mit Suffix. Der Name bedeutet demnach so viel wie „die Trockene“ beziehungsweise „der trockene Fluss“, da wegen der Unterströmungen im Karst die Wasserführung unstetig ist. Nur nach der Schneeschmelze und nach Starkregen ist die Wasserführung durchgängig.

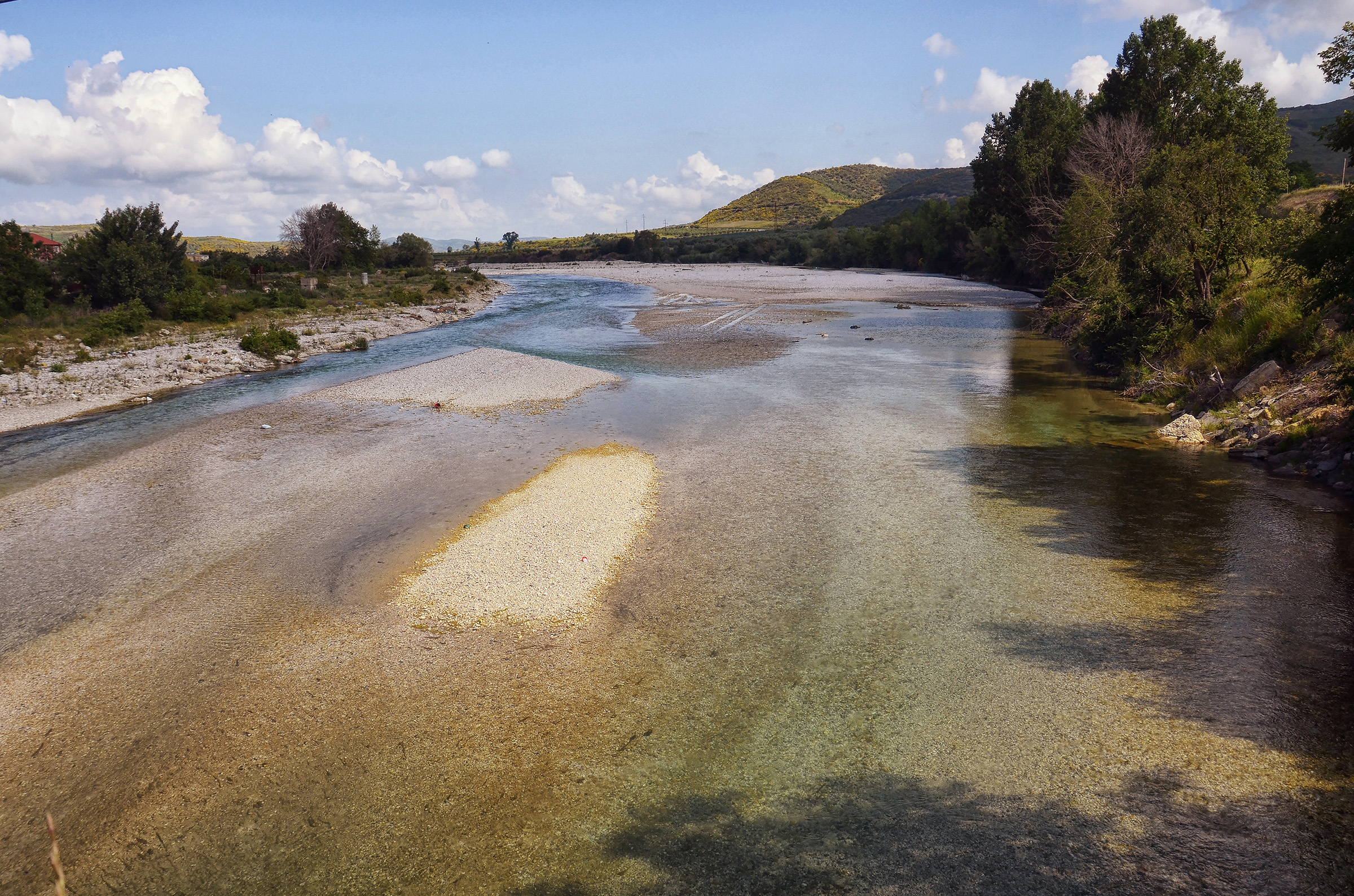
Die Shushica im Frühsommer bei Drashovica am Unterlauf

Die landwirtschaftliche Nutzung des Flusstales durch Ackerbau ist sehr intensiv und beginnt bereits am Oberlauf. Abgesehen vom Oberlauf bestanden lange nur drei Brücken über die Shushica; sie befinden sich am Unterlauf bei den Orten Peshkëpia und Drashovica sowie südlich von Kota. Ansonsten dienen Furten zum Überqueren des Flusses.
Die Shushica mündet rund 15 Kilometer nördlich der südalbanischen Hafenstadt Vlora unweit von Selenica in die Vjosa. Die durchschnittliche jährliche Abflussmenge beträgt 24,3 m³/s. 94 % der Anflussmenge entfällt auf die Monate Oktober bis April. Die Abflussmenge für ein 100-jährliches Hochwasser (HW100) beträgt 1800 m³/s.